# Polígiros
Polígiros (em grego:  Πολύγυρος) é uma vila e município da Grécia, capital da unidade regional de Calcídica, na Macedônia Central.

## Etimologia
Existem diversas especulações sobre a origem do nome Polígiros. Uma possibilidade seria a combinação de poly (muito) e geros (forte), devido ao bom clima da região. Outra seria uma combinação das palavras poly e ieros (sagrado), por causa da existência de um antigo templo nesta localidade. Também um antigo dono de terras da área, Polyaros, oferece uma possível etimologia. Por fim, também há a possibilidade de que o nome da cidade derive da junção das palavras poly e gyros (volta), devido ao formato circular da cidade.

## Imagens

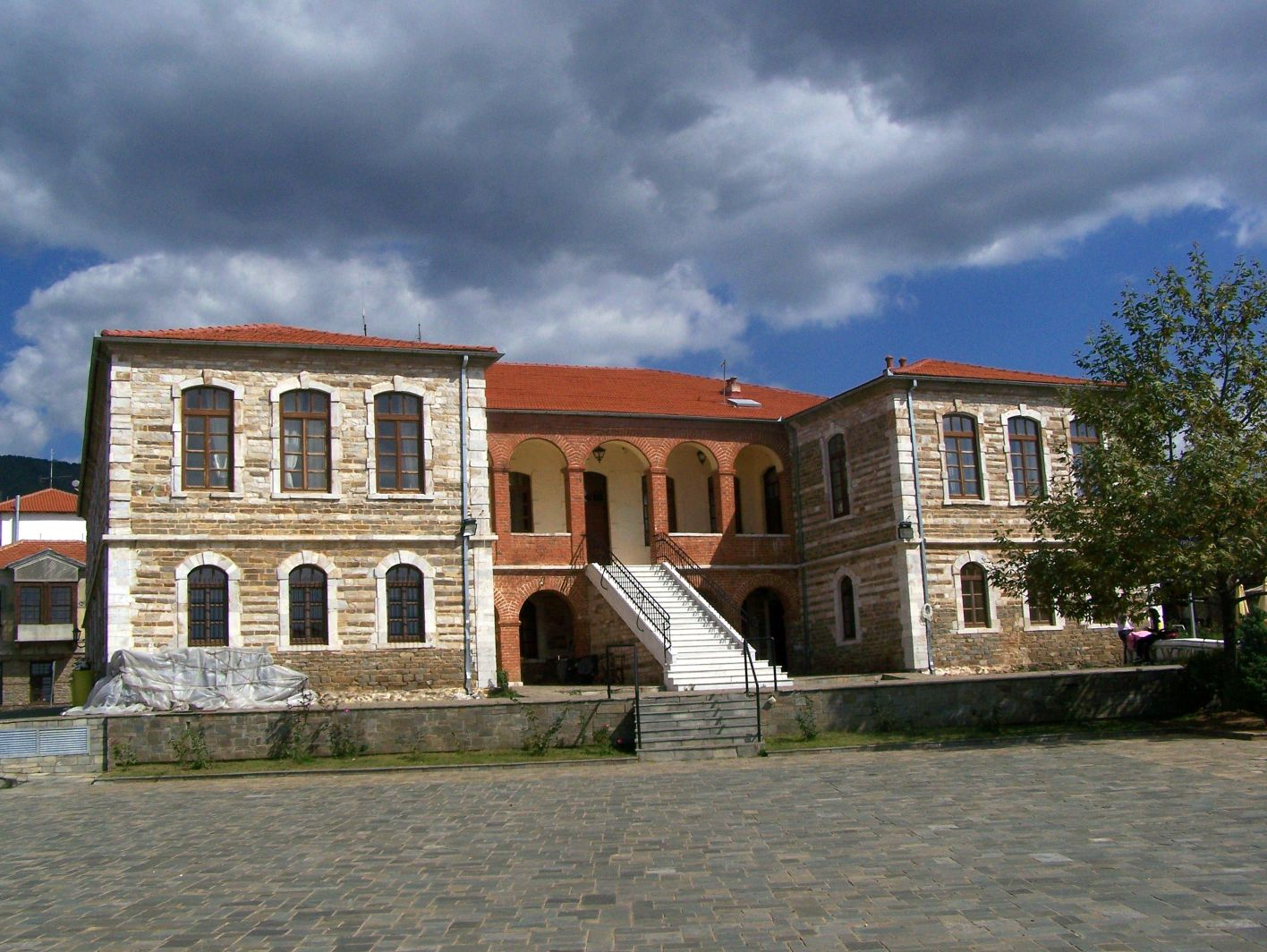
Prefeitura da cidade.
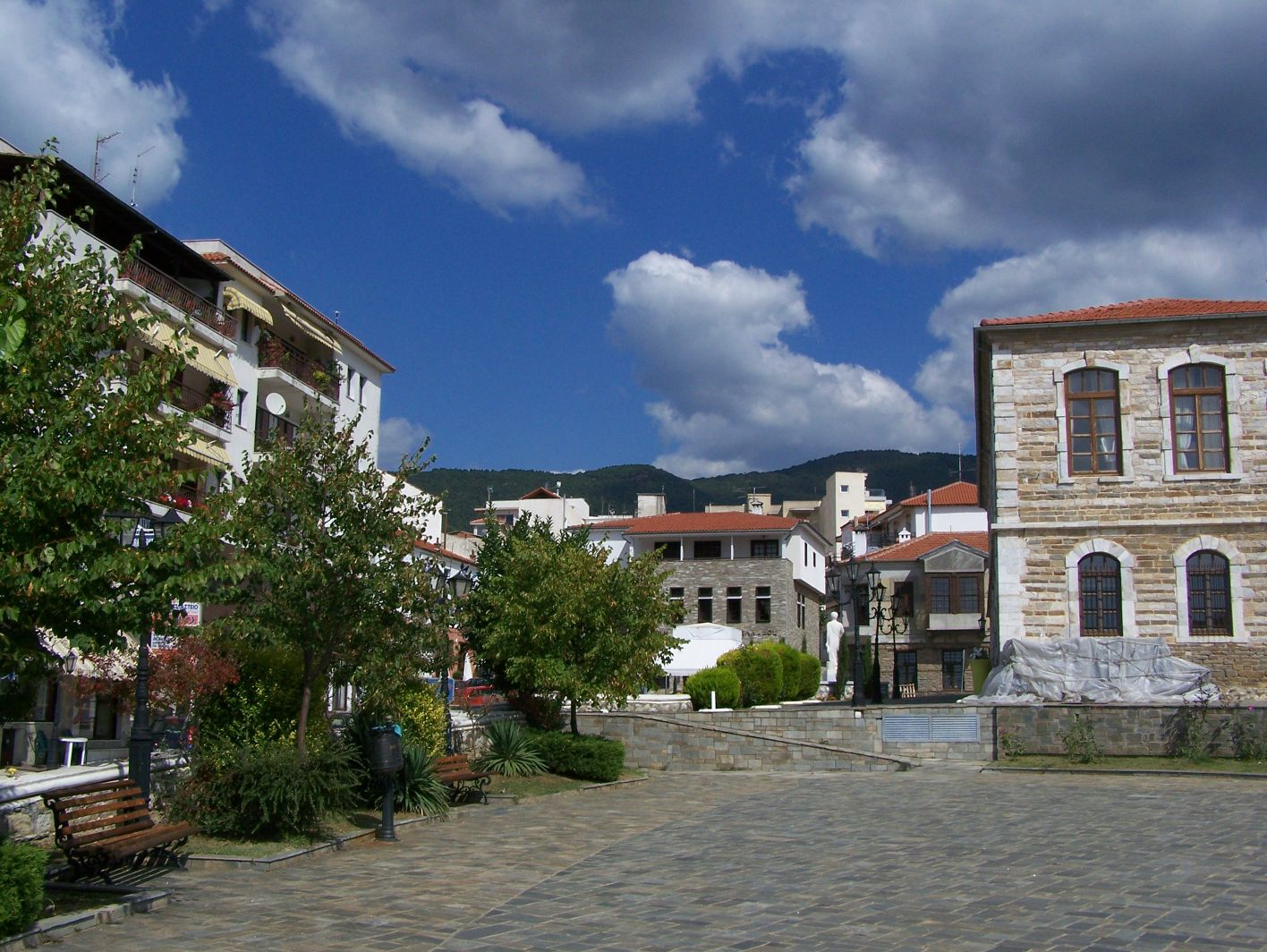
Praça da cidade.
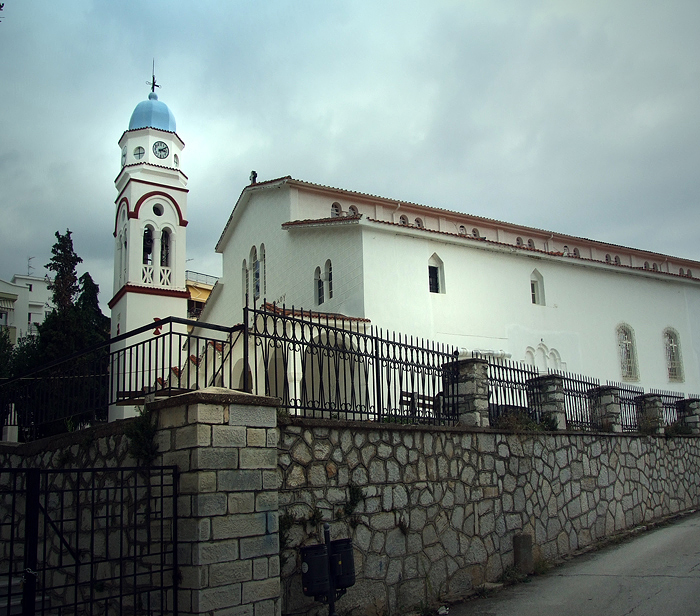
Igreja de São Nicolau.